# سیارک ۱۱۸۸۷
سیارک ۱۱۸۸۷ (به انگلیسی: 11887 Echemmon، نامگذاری:1990TV12) یازده هزار و هشتصد و هشتاد و هفتمین سیارک کشف شده‌است که در ۱۴ اکتبر ۱۹۹۰ کشف شد.
قدر مطلق سیارک برابر ۱۱٫۰۰ است.